# 荘原村
荘原村（しょうばらむら）は、島根県簸川郡にあった村。現在の出雲市斐川町荘原、斐川町上庄原、斐川町学頭、斐川町神庭、斐川町三絡にあたる。

## 地理
- 湖沼：宍道湖[1]
- 河川：高瀬川、斐伊川[1]
- 山岳：宇御射山[1]、大黒山[2]、高瀬山[2]、矢筈山[3]、仏経山[4]

## 歴史
- 1889年（明治22年）4月1日、町村制の施行により、出雲郡上庄原村、下庄原村、学頭村、宇屋神庭村、三纏村が合併して村制施行し、荘原村が発足[1][5]。
- 1896年（明治29年）4月1日、郡の統合により簸川郡に所属[5]。
- 1923年（大正12年）役場が大字下庄原から大字学頭に移転[1]。
- 1955年（昭和30年）4月15日、簸川郡出西村、伊波野村、直江村、久木村、出東村と合併し、斐川村を新設して廃止[1][5]。

## 産業
- 農業、商業、交通業[1]。

## 交通

### 鉄道
- 1910年（明治43年）国有鉄道山陰本線、荘原駅を大字学頭に開設[1]